# دان يورغنسن

## نبذة تعريفية
دان يورغنسن هو وزير وسياسي دنماركي، ولد في 12 يونيو 1975 في أودنسه في الدنمارك. نشط حزبياً في الحزب الاشتراكي الديمقراطي أو حزب الديمقراطيين الاشتراكيين، ويشغل حاليا منصب وزير المناخ والطاقة والمرافق العامة في حكومة رئيسة الوزراء مته فريدريكسن. كما شغل في السابق منصب وزير الأغذية والفلاحة وصيد الأسماك في عهد رئيسة الوزراء هيلي تورنينج-شميت. كما عَمِلَ ما بين سنتي 2004 وَ 2013 كعضو في البرلمان الأوروبي عن حزب الديمقراطيين الاشتراكيين، كعضو من حزب الاشتراكيين الأوروبيين.

## نشأته وتعليمه
ترعرع يورغنسن في قرية مورود الواقعة بجزيرة فونين الدنماركية، والتحق فيما بعد  بالمدرسة الثانوية في نوردفاينز جينمنازيوم، ثم تخرج في جامعة آرهوس، التي حصل منها على درجة الماجستير في العلوم السياسية، كما درس أيضا العلوم السياسية في جامعة واشنطن.

## مساره السياسي

### عضو في البرلمان الأوروبي ما بين 2004-2013
صار يورغنسن عضوا في البرلمان الأوروبي لدولة الدانمارك إبان الانتخابات الأوروبية لسنة 2004، وذلك بتصويت ناهز 10.350 صوتا، كما أعيد انتخابه في سنة 2009 ب 233.266 صوتا.
أما على صعيد البرلمان، فقد كان يورغنسن رئيس الفريق البرلماني لحزب الديمقراطيين الاشتراكيين، وهو أكبر مجموعة نيابية في البلد حينها. وعمل على نائبا لرئيس لجنة البيئة والصحة العامة وسلامة الأغذية منذ سنة 2004، وكان نائبا في لجنة الشؤون الاقتصادية والنقدية. وإضافة إلى مهامه داخل اللجنة، فقد كان عضوا أيضا في الوفد البرلماني للعلاقات مع إيران، وأيضا نائبا عن وفد العلاقات مع الولايات المتحدة الأمريكية.

### نشاطه داخل الساحة السياسية الدانماركية
في 14 شباط/فبراير 2014، وقَّع يورغنسن بصفته وزير الغذاء والفلاحة وصيد الأسماك قانونا يحظر ذبح الحيوانات وفق الشعائر الدينية دون صعقها بالكهرباء.
وفي الانتخابات العامة الدنماركية لسنة 2015، صار يورغنسن عضوا في الفولكتينغ (البرلمان الدنماركي).

### وزير المناخ والطاقة والمرافق العامة، منذ 2019 إلى غاية الآن
صار دان يورغنسن وزيرا للمناخ والطاقة والمرافق العامة في حكومة رئيسة الوزراء ميته فريدريكسن، عقب الانتخابات التشريعية لسنة 2019.
كما سلط الإعلام الدولي الضوء على يورغنسن وحكومته عقب الاتفاق على خفض الانبعاثات من الأراضي الدنماركية بنسبة 70 فالمئة في أفق سنة 2030 مقارنة بسنة 1990، وقرار الدنمارك بوقف التنقيب عن النفط والغاز بعد سنة 2050 (مدفوعة أيضا بحقيقة أن شركة فقط طلبت عقد إيجار في المزاد العلني)، وفي جزر إنتاج الطاقة في بحر الشمال. كما اتفقت الدنمارك وألمانيا أيضا سنة 2020 على توثيق التعاون بخصوص تطوير طاقة الرياح البحرية من خلال مجموعات في الشمال وفي بحر البلطيق لحفز إنتاج الطاقة المتجددة وإنتاج الهيدروجين.
غير أن المنظمات غير الحكومية الخضراء نظرت إلى حد كبير نظرة سلبية إلى فترة ولاية يورغنسن من عام 2020.
وبعد مرور أكثر من عام على تحديد هدف طموح قصد تخفيف الانبعاثات خلال هذا العقد، فلا وجود لخطط ملموسة إلى غاية شباط/فبراير 2021 قصد التعامل مع الثلثين المتبقيين من التخفيضات اللازمة بغية تحقيق هدف البلاد في خفض الانبعاثات بحلول سنة 2030.
ووصفت الحكومة استراتيجيتها للعمل المناخي على أنها بمثابة نموذج «عصا الهوكي»، وهذا يعني أنها تخطط لانتظار التكنولوجيات الحديثة وانخفاض التكاليف، وبالتالي تحقيق معظم التخفيضات مع نهاية العقد – بينما وصفت باقي الأحزاب السياسية هذه الإستراتيجية بأنها حلم «بيورن لومبو».
وعلى الرغم من النداءات الواردة في اتفاقية الأمم المتحدة الإطارية بشأن التغير المناخي،، وصندوق النقد الدولي، والبنك الدولي، والمجالس الاقتصادية الدانماركية، والمجلس الدنماركي المعني بتغير المناخ، أرجأ يورغنسن تنفيذ آلية أعلى لتسعير الكربون، رغم أن الدانمارك كانت رائدة في اعتمادها سنة 1992. وقد لقيت معارضة فرض ضرائب أعلى على انبعثات الكربون قبولا إيجابيا من رابطات تمثل القطاعات الرئيسية الباعثة للغاز على غرار اتحاد الصناعة الدانماركية والمجلس الدانمركي للزراعة والأغذية.
واعتباراً من كانون الثاني/يناير 2021، كان سعر الكربون في دولة الدنمارك أقل بكثير من السعر المعتمد لدى جيرانها في عام 2030، وكانت من العواقب المترتبة عليه أن الشاحنات القادمة من ألمانيا والتي تنتظر تزويدها بالوقود إلى أن تصل إلى الدنمارك، بغرض الاستفادة من أسعار الوقود المنخفضة في الدنمارك. كما أن دولة الدانمارك أيضا واحدة من بلدان الاتحاد الأوروبي الأربعة التي لا تفرض ضرائب على انبعثات غاز الكربون على رحلات المسافرين جو ا. والواقع أن حكومة يورغنسن كانت لديها خطط تأمين سير الرحلات الجوية الداخلية أثناء أزمة كوفيد-19، من خلال دعم الرحلات الجوية الداخلية، وهو القرار الذي شجبته المنظمات غير الحكومية الخضراء والأحزاب الداعمة لائتلاف الأحمر الأخضر وحزب الشعب الاشتراكي. ولم ينفذ القرار لأن المفوضية الأوروبية لن توافق عليه بسبب قوانين وأنظمة المعونة المقدمة من الدولة.
إن دان يورغنسن والمقترح الأولي الذي تقدمت به الحكومة الدنماركية لوضع قانون بشأن المركبات الكهربائية من شأنه أن يضيف 500.000 مركبة كهربائية (يشمل المركبات الهجينة والقابلة للشحن الخارجي) بحلول عام 2030. ولو تم الاتفاق على المقترح، لكان سيعني ذلك زيادة عدد السيارات التي لا تملك سوى محركات الاحتراق الداخلي مقارنة بما كان عليه الأمر في عام 2020 في الدانمارك. وبسبب الضغوط التي تمارسها الأحزاب السياسية الأخرى، اتُفق على أنه سيكون هناك 775,000 من المركبات الكهربائية بحلول عام 2030.
وأثناء فترة ولايته، عقد يورغنسن اتفاقاً رسمياً مع شركة صناعة الإسمنت آلبورغ بورتلاند (أكبر شركة باعثة لغاز الكربون في الدنمارك والتي تشكل 4% من نسبة الانبعاثات الوطنية) خَلُصَ فيه إلى أنه لم يكن لزاماً عليها تخفيض انبعاثاتها السنوية إلى ما دون مستوى 1.54 مليون طن من ثاني أوكسيد الكربون في عام 1990.
وعلى نحو مماثل، تم انتقاد يورغنسن بعد السماح للشركات المملوكة للدولة بالاستمرار في تشييد البنية الأساسية للوقود الأحفوري مثل خط أنابيب الغاز الطبيعي الذي يبلغ طوله 115 كلمتراً، وما يرتبط بذلك من تكاليف اجتماعية واقتصادية تبلغ 113 مليون دولار أميركي بالنسبة للدنمارك. وفي إجابة رسمية داخل قبة البرلمان، أكد دان يورغنسن أن خط أنابيب الغاز لن يخفض انبعاثات الكربون في الأمد القريب ولن يخلق أي وظائف في الدنمارك.
تلقى دان يورغنسن «انتقادا» في يونيو 2020، وهو انتقاد رسمي من الأغلبية في البرلمان نظرا لتأخيره المفاوضات مع الأحزاب السياسية الأخرى بشأن الوقود الحيوي.
وكما هو منصوص عليه في قانون المناخ، يتعين على المجلس الدانماركي الخاص المعني بتغير المناخ أن يقدم توصيات سنوية بشأن الجهود التي تبذلها الحكومة الدانمركية في مجال المناخ وأن يقدم معلومات محينة عن هذه الجهود. في فبراير/شباط 2021، لم يرجح المجلس الدنماركي المعني بتغير المناخ أن تحقق حكومة دان يورغنسن الهدف المتمثل في خفض الغازات الدفيئة بنسبة 70% بحلول عام 2030.
وعلى الرغم من هذه الخلافات، يظل يورجنسن هو متحدثا ومخاطبا قويا عن موضوع تغير المناخ. وهناك بعض الأمثلة التي تشمل بودكاست باللغة الإنجليزية يسمى Planet A، وحملة مع مقاطع الفيديو تعرض على منصة فيسبوك تنصح الدنماركيين بوضع المزيد من الخضروات في كرات اللحم التي يُعِدُّونَهَا، حيث كلفت الحملة مع موغنس جنسن دافعي الضرائب الدانمركيين زهاء 1.2 مليون كرونة دانماركية.

## مناصب
- انتخب عضو فولكتنغ [الإنجليزية]‏ عن دائرة Funen (Folketing constituency) [الإنجليزية]‏ وقد انضم خلال فترته النيابية ‏ للكتلة البرلمانية الحزب الاشتراكي الديمقراطي.
- في انتخابات البرلمان الأوروبي 2004، انتخب عضو في البرلمان الأوروبي عن دائرة الدنمارك (دائرة انتخابية للبرلمان الأوروبي) لترشحه ضمن قائمة الحزب الاشتراكي الديمقراطي، وقد انضم خلال فترته النيابية (20 يوليو 2004 – 13 يوليو 2009) للكتلة البرلمانية التحالف التقدمي للاشتراكيين والديمقراطيين.
- في انتخابات البرلمان الأوروبي 2009، انتخب عضو في البرلمان الأوروبي عن دائرة الدنمارك (دائرة انتخابية للبرلمان الأوروبي) لترشحه ضمن قائمة الحزب الاشتراكي الديمقراطي، وقد انضم خلال فترته النيابية (14 يوليو 2009 – 11 ديسمبر 2013) للكتلة البرلمانية التحالف التقدمي للاشتراكيين والديمقراطيين.
- انتخب عضو فولكتنغ [الإنجليزية]‏ عن دائرة Funen (Folketing constituency) [الإنجليزية]‏ وقد انضم خلال فترته النيابية ‏ للكتلة البرلمانية الحزب الاشتراكي الديمقراطي.

## إصدارات
- 'Eurovisioner – Essays om fremtidens Europa' (Copenhagen, Informations Forlag 2006)
- 'EU needs to take action' in 'Caution Dangerous chemicals – Obsolete Pesticides' (Union for Europe of the Nations, Belgium 2007)
- 'Mellem Mars og Venus' in 'Fra fællesmarked til fællesskab?' (The European Communities, Belgium 2007)
- 'Grøn Globalisering – miljøpolitik i forandring' (Hovedland 2007)
- 'Politikere med begge ben på jorden hænger ikke på træerne' (Informations Forlag, 2009)
- 'Grønt håb – Klimapolitik 2.0' (Forlaget Sohn, 2010).

## وصلات خارجية
- الموقع الرسمي